# لاتورل (اورگن)
لاتورل (به انگلیسی: Latourell) یک منطقهٔ مسکونی در ایالات متحده آمریکا است که در شهرستان مولتنومه، اورگن واقع شده‌است. لاتورل ۴۲٫۶۷ متر بالاتر از سطح دریا واقع شده‌است.